# (14217) Oaxaca
(14217) Oaxaca est un astéroïde de la ceinture principale.

## Description
(14217) Oaxaca est un astéroïde de la ceinture principale. Il fut découvert le 10 novembre 1999 à Oaxaca de Juárez par James M. Roe. Il présente une orbite caractérisée par un demi-grand axe de 2,41 UA, une excentricité de 0,19 et une inclinaison de 3,7° par rapport à l'écliptique.

## Compléments